# Coranzulí
Coranzulí är en ort i Argentina.   Den ligger i provinsen Jujuy, i den norra delen av landet, 1 500 km nordväst om huvudstaden Buenos Aires. Coranzulí ligger 3 938 meter över havet och antalet invånare är 412.
Terrängen runt Coranzulí är huvudsakligen kuperad, men österut är den bergig. Coranzulí ligger nere i en dal. Trakten runt Coranzulí är nära nog obefolkad, med mindre än två invånare per kvadratkilometer.. 
Omgivningarna runt Coranzulí är i huvudsak ett öppet busklandskap.